# Triple saut féminin aux championnats du monde d'athlétisme en salle 2016
Pour un article plus général, voir Championnats du monde d'athlétisme en salle 2016.
Navigation
2014 2018
Le concours du triple saut féminin des Championnats du monde en salle 2016 s'est déroulé le 19 mars 2016 à Portland, aux États-Unis.

## Meilleures performances mondiales en 2016
Les meilleures performances mondiales en 2016 (top 5) avant les Championnats du monde en salle sont :
|   | Athlète           | Pays        | Marque  | Lieu     | Date            |
| - | ----------------- | ----------- | ------- | -------- | --------------- |
| 1 | Yulimar Rojas     | Venezuela   | 14,69 m | Madrid   | 23 janvier 2016 |
| 2 | Olga Rypakova     | Kazakhstan  | 14,32 m | Doha     | 20 février 2016 |
| 2 | Gabriela Petrova  | Bulgarie    | 14,32 m | Istanbul | 27 février 2016 |
| 4 | Kristin Gierisch  | Allemagne   | 14,29 m | Chemnitz | 30 janvier 2016 |
| 5 | Iryna Vaskouskaya | Biélorussie | 14,23 m | Mogilev  | 21 février 2016 |

## Médaillées
| Or            | Argent           | Bronze                |
| Yulimar Rojas | Kristin Gierisch | Paraskeví Papahrístou |

## Résultats

### Finale
Yulimar Rojas remporte le concours avec un seul essai validé à 14,41 m. L'athlète, qui possédait la meilleure performance mondiale avec 14,69 m, entraînée par Ivan Pedroso, offre au Venezuela son premier titre mondial. L'Allemande Kristin Gierisch, qui saute à 14,16 m au 4e essai, consolide sa deuxième place avec 14,30 m au 5e. La Grecque Paraskeví Papahrístou complète le podium avec 14,15 m.
Depuis 1991 (la 1re édition), jamais il n'avait été besoin de réaliser une marque si basse pour monter sur le podium (13,98 m en 1991).
| Rang               | Athlète               | Pays              | Essais | Essais | Essais | Essais | Essais | Essais | Marque | Notes |
| Rang               | Athlète               | Pays              | 1      | 2      | 3      | 4      | 5      | 6      | Marque | Notes |
| ------------------ | --------------------- | ----------------- | ------ | ------ | ------ | ------ | ------ | ------ | ------ | ----- |
| Médaille d'or      | Yulimar Rojas         | Venezuela         | x      | 14,41  | x      | x      | x      | x      | 14,41  |       |
| Médaille d'argent  | Kristin Gierisch      | Allemagne         | 13,73  | 14,07  | 13,92  | 14,16  | 14,30  | 14,08  | 14,30  | SB    |
| Médaille de bronze | Paraskeví Papahrístou | Grèce             | x      | 14,15  | x      | x      | x      | x      | 14,15  |       |
| 4                  | Keturah Orji          | États-Unis        | 14,13  | x      | 14,04  | 14,08  | 13,96  | 14,14  | 14,14  | SB    |
| 5                  | Elena Panturoiu       | Roumanie          | 13,96  | x      | 14,02  | 14,11  | 14,11  |        | 14,11  |       |
| 6                  | Kristiina Mäkelä      | Finlande          | x      | 14,04  | 13,92  | 14,07  | 13,93  |        | 14,07  |       |
| 7                  | Jeanine Assani Issouf | France            | x      | 13,65  | 14,07  | 13,84  | x      |        | 14,07  |       |
| 8                  | Shanieka Thomas       | Jamaïque          | 13,73  | 13,46  | 13,95  | 13,85  | 13,94  |        | 13,95  | SB    |
| 9                  | Keila Costa           | Brésil            | 13,66  | 13,94  | x      |        |        |        | 13,94  | SB    |
| 10                 | Christina Epps        | États-Unis        | 13,68  | x      | x      |        |        |        | 13,68  |       |
| 11                 | Ana Peleteiro         | Espagne           | 13,59  | 13,57  | 13,37  |        |        |        | 13,59  |       |
| 12                 | Carmen Toma           | Roumanie          | 13,31  | x      | 13,31  |        |        |        | 13,31  |       |
| 13                 | Iryna Vaskouskaya     | Biélorussie       | 13,28  | 13,19  | 13,07  |        |        |        | 13,28  |       |
| 14                 | Sanna Nygard          | Finlande          | x      | 13,21  | 13,20  |        |        |        | 13,21  |       |
| -                  | Ayanna Alexander      | Trinité-et-Tobago | x      | x      | x      |        |        |        | NM     |       |

## Légende
Records et Performances
- AR : Record continental (area record)
- CR : Record des championnats (championship record)
- MR : Record du meeting (meet record)
- NR : Record national (national record)
- OR : Record olympique (olympic record)
- PR : Record paralympique (paralympic record)
- PB : Record personnel (personal best)
- SB : Meilleure performance personnelle de la saison (season's best)
- WL : Meilleure performance mondiale de l'année (world leader)
- WJR : Record du monde junior (world junior record)
- WR : Record du monde (world record)

Circonstances et Conditions
- DNF : N'a pas terminé (did not finish)
- DNS : N'a pas pris le départ (did not start)
- DQ : Disqualification (disqualification)
- NM : Aucun essai valable enregistré (No Mark)
- Q : Qualifié « directement » au prochain tour (ou à la prochaine compétition), lors d'une compétition majeure, grâce au classement ou à la réalisation des minima (automatic qualifier)
- q : Qualifié au prochain tour (ou à la prochaine compétition), lors d'une compétition majeure, grâce au repêchage ou à la réalisation de l'une des meilleures performances parmi celles des « non qualifiés directement » (grâce au meilleur temps ou à la meilleure distance par exemple) (secondary qualifier)